# Elektrownia jądrowa Lucens
Elektrownia jądrowa Lucens – szwajcarska eksperymentalna elektrownia jądrowa koło miejscowości Lucens. W 1969 roku miała tam miejsce jedna z poważniejszych awarii jądrowych w historii energetyki jądrowej.
Właścicielem elektrowni było Nationale Gesellschaft Zur Förderung Der Industriellen Atomtechnik, a operatorem Energie De L'ouest Suisse (EOS). Budowę elektrowni rozpoczęto 1 kwietnia 1962. Stan krytyczny osiągnięto pierwszy raz 29 grudnia 1966. Podłączenie do sieci elektrycznej miało miejsce 29 stycznia 1968, a przekazanie operatorowi 9 maja. Pracowała jedynie kilka miesięcy z dwu zaplanowanych lat.
Po awarii teren elektrowni został odebrany EOS i powrócił do Nationale Genossenschaft zur Förderung der Kernenergie. Ten przekazał nadzór operatorowi elektrowni jądrowej w Mühlebergu, w celu usunięcia skutków awarii. Obecnie teren jest zarządzany przez władze kantonu Vaud.
Konstrukcja elektrowni nigdy nie była zatwierdzona przez szwajcarskie urzędy nadzoru elektrycznego, gdyż elektrownia miała charakter eksperymentalny i miała pracować przez krótki czas badań, a potem zostać przekształcona w ośrodek badawczy nad elementami paliwowymi chłodzonymi helem.

## Budowa i działanie reaktora

Przekrój poprzeczny przez reaktor jądrowy elektrowni Lucens

Elektrownia posiadała jeden dwupętlowy reaktor jądrowy typu HWGCR (reaktor ciężkowodny chłodzony gazem), o mocy elektrycznej 6 MW i mocy termicznej 28 MW. Miał on łączyć cechy reaktorów francuskich z cechami brytyjskich Magnox, przy jednoczesnym wykorzystywaniu ciężkiej wody jako moderatora. Paliwem był uran metaliczny (wzbogacenie 0,96%, stopione z chromem) w koszulkach ze stopu magnezu i cyrkonu (0,6%). Chłodziwo, dwutlenek węgla, miało ciśnienie wlotowe 6,28 MPa i temperaturę 223°C. Przy wylocie miało ciśnienie 5,28 MPa i temp. 378°C.
Rdzeń reaktora składał się ze zbiornika z moderatorem (ciężka woda pod ciśnieniem 0,18 MPa) o średnicy 3,13 metra i wysokości 3 metrów. Zbiornik „przeszyty” był 73 pionowymi kanałami paliwowymi w bloku grafitowym. 
Elementy paliwowe umieszczone były w siedmiu kanałach w bloku grafitowym. W każdym kanale były po 4 pręty paliwowe (17×650 mm), jeden nad drugim. Element paliwowy składał się z bloku grafitowego zawierającego pastylki paliwa w otoczce magnezowej. Blok umieszczony był w rurze ciśnieniowej wykonanej z Zircaloy 2. Ta zaś była umieszczona w aluminiowej kalandrii, stanowiącej barierę między paliwem a moderatorem i ditlenkiem węgla.
Blok grafitowy zawarty był w rurze ciśnieniowej z zircaloyu, wytrzymałej na pełne ciśnienie chłodziwa. Chłodziwo opływało zestawy paliwowe w dół, omywając rurę ciśnieniową i zewnętrzną powierzchnię bloku grafitowego, a potem w górę, przez kanały pionowe, gdzie odbierało ciepło generowane w paliwie jądrowym. Chłodziwo było pompowane dmuchawami, których napędowe były uszczelniane wodą, co miało wpływ na awarię reaktora.
Manipulowanie paliwem odbywało się za pomocą maszyny załadowczej u góry reaktora. Maszyna przenosiła wypalone pręty paliwowe do zasobnika drugiej maszyny, znajdującej się pod reaktorem. Rdzeń sterowany był 14 prętami kontrolnymi. Sześć z nich wzmacniało konstrukcję kalandrii na wypadek wystąpienia ciśnień powyżej 8,1 MPa.
Osłonę biologiczną reaktora po jego bokach stanowiła stal i beton. Górę i dół reaktora osłonięto stalą i wodą.
Całość reaktora umieszczona była w grocie skalnej, działającej jako osłona bezpieczeństwa, co w trakcie awarii uchroniło środowisko przed skażeniem radioaktywnym.
Reaktor był podzielony na dwa obwody. Każda obsługująca jedną pętlę obiegu pierwotnego. Dwutlenek węgla przechodził przez generatory pary przegrzanej (2,33 MPa, 370°C; były to pierwsze jednoprzebiegowe wytwornice pary zamontowane w elektrowni jądrowej), zasilającej dalej turbiny elektryczne.

## Awaria

Przekrój przez element paliwowy EJ Lucens

Awaria miała miejsce 21 stycznia 1969 roku, w trakcie uruchamiania reaktora po zaplanowanych remontach. Dostanie się wody z łożysk pomp chłodziwa doprowadziło do korozji koszulek elementów paliwowych, których fragmenty zablokowały przepływ chłodziwa. W efekcie tego, elementy paliwowe stopiły się, a reaktor uległ rozległym uszkodzeniom, które kaskadowo spowodowały w końcu wydostanie się produktów rozszczepienia poza reaktor.
W awarii nikt nie odniósł obrażeń ani nie otrzymał dużych dawek promieniowania jonizującego. Środowisko naturalne również nie odniosło strat. Wyciek radioaktywny został bowiem powstrzymany przez ściany jaskini, w której umieszczony był reaktor. Spełniała ona rolę współczesnych obudów bezpieczeństwa.